# Stepz
 Der er for få eller ingen kildehenvisninger i denne artikel, hvilket er et problem. Du kan hjælpe ved at angive troværdige kilder til de påstande, som fremføres i artiklen.

Ibrahim Kucukavci, bedre kendt som Stepz, er en dansk rapper med kurdisk baggrund. Han er medlem af hiphopgruppen MellemFingaMuzik og Molotov Movement.

## Karriere
Stepz udgav sit debutalbum Stepzologi i 2019, efterfølgeren Stepzologi II i 2020 samt Dit Liv, Dit Valg i 2023.

## Diskografi

### Album
| Titel            | Albumdetaljer                                                                         | Højeste placering | Certificering |
| Titel            | Albumdetaljer                                                                         | Danmark           | Certificering |
| ---------------- | ------------------------------------------------------------------------------------- | ----------------- | ------------- |
| Stepzologi       | - Udgivet: 12. september 2019 - Selskab: Universal                                    | 1                 |               |
| Stepzologi II    | - Udgivet: 12. november 2020 - Selskab: Universal                                     | 1                 |               |
| Dit Liv Dit Valg | - Udgivet: 10. marts 2023 - Selskab: Panorama Records / Universal Music (Denmark) A/S | 1                 |               |